# Baluma

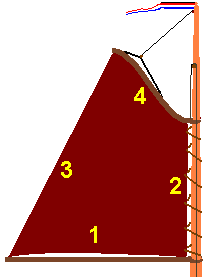
Les vores d'una vela cangrea:
1) pujament 2) gratilet
3) baluma 4) gràtil

La baluma es refereix a la caiguda de popa d'una vela proa-popa, o també a les caigudes laterals d'una vela quadra i d'un espinàquer, en els dos darrers casos, qualsevol d'ambdues caigudes pot esdevenir la caiguda de sobrevent (gràtil), depenent de cap a quin costat estigui amurat el vaixell.

## Vores de les veles
Les altres vores d'una vela són:
- Vora superior: és el "gràtil" d'una vela cangrea, que a les veles d'aparell rodó va subjecta a una verga horitzontal.[3]
- Vora vertical de proa: o caiguda de proa, és "gratilet" en una vela cangrea o és "gràtil" a la resta de veles.[4][1]
- Vora inferior: rep sempre el nom de "pujament".[5]

## Característiques

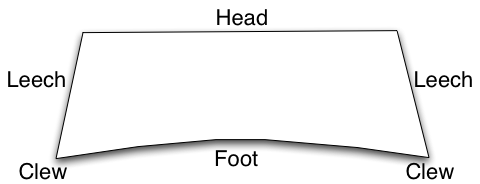
Parts d'una vela quadra.

Veles proa-popa: En veles proa-popa, incloent flocs i majors, tensió de la baluma afecta la forma de la vela i, per tant, les seves performances. Si el pujament de la vela no té cap mena de connexió amb una verga o botavara, per exemple, en el cas d'un floc o un gènova, les "escotes" van directament lligades al puny d'escota.
Veles simètriques: En veles simètriques, incloent veles quadrades i espinàquers, ambdues vores laterals reben el nom de balumes. Tanmateix, dins la navegació, la baluma de sobrevent d'una vela simètrica pot ser referida com a gràtil.